# (4793) 1988 RR4
(4793) 1988 RR4 (1988 RR4, 1982 BJ10, 1982 BY2) — астероїд головного поясу, відкритий 1 вересня 1988 року.
Тіссеранів параметр щодо Юпітера — 3,360.